# Jaskinia Śpiących Rycerzy
Jaskinia Śpiących Rycerzy (Dziura, Kozia, Jaskinia Śpiących Rycerzy Niżnia) – jaskinia w zboczu Małego Giewontu w Dolinie Małej Łąki w Tatrach Zachodnich. Główne wejście do niej znajduje się pod progiem Żlebu Śpiących Rycerzy na wysokości 1398 metrów n.p.m. Na lewo od niego u podnóża skałki, w pobliżu Dziury nad Jaskinią Śpiących Rycerzy I, znajduje się niewielki, boczny otwór na wysokości 1399 metrów n.p.m. Długość jaskini wynosi 250 metrów, a jej głębokość 46 metrów. Prawdopodobnie łączy się ona przez zawalisko z wyżej położoną Jaskinią Śpiących Rycerzy Wyżnią.

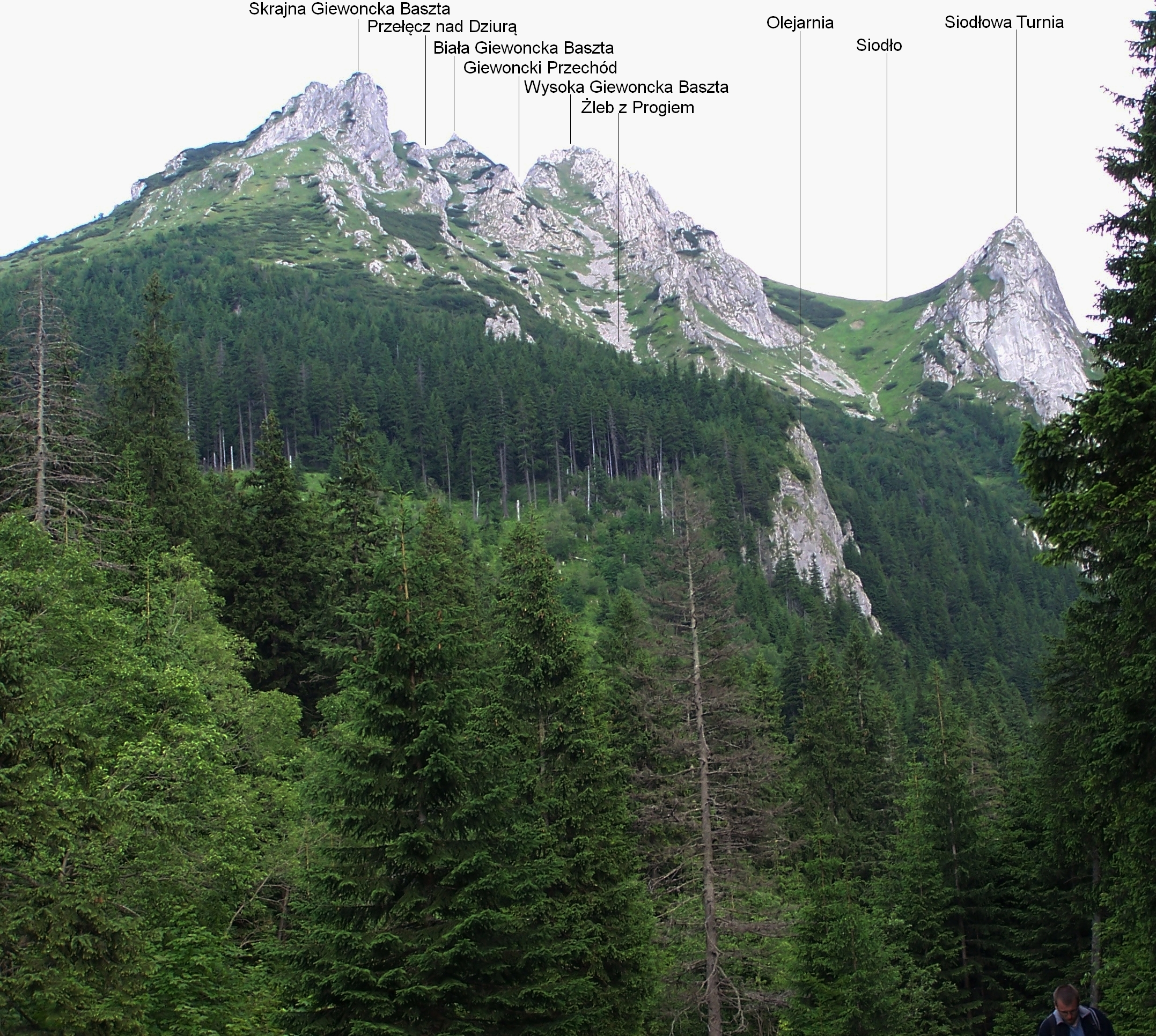
Widok z Doliny Małej Łąki na Mały Giewont

## Opis jaskini
Centralną częścią jaskini jest olbrzymia sala – Sala Śpiących Rycerzy o wymiarach 40 m długości, 17 m szerokości i 18 m wysokości. Przez kilka lat  była to największa znana sala podziemna w Tatrach. Z wielkiego otworu głównego (dolnego) o wymiarach 8 × 7 m idzie się do niej przez wstępną komorę (odchodzi z niej parę korytarzyków, z których jeden przez kominek i małą salkę idzie do bocznego otworu) i 27-metrowy korytarz do 5,5-metrowego progu, z którego zjeżdża się do sali. Stąd:
- przy zachodniej ścianie zaczyna się kilkumetrowy komin zakończony zawaliskiem.
- przy północnej ścianie znajduje się otwór korytarza prowadzącego do rozgałęzienia. Jeden ciąg idzie do dużej Dolnej Sali o wymiarach 21 × 8 × 3 m, drugi prowadzi 35-metrowym korytarzem do zawaliska[4].

## Przyroda
W jaskini można spotkać mleko wapienne. Ściany są mokre. Bardzo licznie zimują w niej nietoperze.

## Historia odkryć
Otwór jaskini był znany od dawna. Pierwszą wyprawę do niej zorganizowali jednak dopiero w 1958 roku grotołazi zakopiańscy m.in. Stefan Zwoliński i Edward Winiarski.